# NGC 6828
NGC 6828 је група звезда у сазвежђу Орао која се налази на NGC листи објеката дубоког неба.
Деклинација објекта је + 7° 54' 14" а ректасцензија 19h 50m 17,0s. Привидна величина (магнитуда) објекта NGC 6828 износи 8,8.